# Sebastian Frey
Ne doit pas être confondu avec Sébastien Frey.
Pour les articles homonymes, voir Frey.
Sebastian Frey (né le 2 octobre 1984 à Viernheim) est un coureur cycliste allemand, spécialiste de la piste.

## Biographie
Sebastian Frey remporte la médaille d'argent de la course scratch et la médaille de bronze de la course à l'américaine (avec Florian Piper) aux championnats du monde sur piste juniors en 2002. La même année, il devient champion d'Allemagne de l'américaine chez les juniors avec Leonardo Pappalardo.
Frey est également resté performant sur la piste lors de son passage chez les élites. En 2006, il est Champion d'Allemagne de course aux points et participe à plusieurs courses de six jours.
En 2005, il gagne sur route une étape de la course par étapes internationale Stuttgart-Strasbourg. En 2006, il rejoint l'équipe Sparkasse et devient vice-champion d'Allemagne sur route espoirs. En fin de saison, il s classe huitième du général de la Coupe d'Allemagne sur route espoirs.
En 2009, il rejoint l'équipe Continental Milram, réserve de la formation ProTour Milram. L'équipe est dissoute à la fin de la saison et il arrête sa carrière au cours de l'année 2010.

## Palmarès sur piste

### Championnats du monde juniors
- Melbourne 2002 (juniors)
  -  Médaillé d'argent du scratch juniors
  -  Médaillé de bronze de l'américaine juniors

### Championnats d'Europe
- Büttgen 2002 (juniors)
  -  Médaillé d'argent de la course aux points juniors

### Championnats d'Allemagne
- 2002
  -  Champion d'Allemagne de course à l'américaine juniors
  - 3e de la course aux points juniors
- 2006
  -  Champion d'Allemagne de course aux points

## Palmarès sur route
- 2005
  - 4e étape de Stuttgart-Strasbourg
- 2006
  - 2e de l'Erzgebirgsrundfahrt
  - 2e du championnat d'Allemagne sur route espoirs
- 2008
  - 2e du Circuit de l'Alblasserwaard